# Бакалдинский сельсовет
Бакалдинский сельсовет — административно-территориальная единица и муниципальное образование в Архангельском районе Республики Башкортостан Российской Федерации.
Законом «О границах, статусе и административных центрах муниципальных образований в Республике Башкортостан» муниципальное образование наделено статусом сельского поселения.

## Население
| 2002  | 2009  | 2010  | 2012  | 2013  | 2014  | 2015  |
| ----- | ----- | ----- | ----- | ----- | ----- | ----- |
| 2018  | ↗2174 | ↘1867 | ↘1832 | ↗1837 | ↘1812 | ↘1796 |
| 2016  | 2017  |       |       |       |       |       |
| ↘1769 | ↘1720 |       |       |       |       |       |

## Состав сельского поселения
| № | Населённый пункт | Тип населённого пункта       | Население |
| - | ---------------- | ---------------------------- | --------- |
| 1 | Бакалдинское     | село, административный центр | ↘621      |
| 2 | Тереклы          | деревня                      | ↘520      |
| 3 | Усаклы           | деревня                      | ↘217      |
| 4 | Кизги            | деревня                      | ↘168      |
| 5 | Басиновка        | деревня                      | ↘133      |
| 6 | Кургаш           | деревня                      | ↘113      |
| 7 | Родинский        | деревня                      | ↗81       |
| 8 | Петропавловка    | деревня                      | ↗14       |